# Барладяну, Василий Владимирович
Василий Владимирович Барладяну-Бирладник (23 августа 1942 — 3 декабря 2010) — украинский историк искусства, поэт, журналист и общественный деятель, профессиональный румыновед: политзаключённый во времена СССР (1977—1983).

## Биография
Родился на территории Транснистрии в семье сына генерал-хорунжего Армии УНР Андрея Гулого-Гуленко — Владимира. Когда Василию было три года, сталинисты похитили отца, приговорили к каторге, где он и погиб на урановых рудниках в Монголии.
В 1964 году Барладяну окончил Одесскую школу военных корреспондентов, в 1970 году — филологический факультет Одесского университета.
Как историк искусств, в 1966—1969 годах практиковался в музеях Москвы, Ленинграда, Западной Украины, в Пражской национальной галерее.
В 1971—1972 годах — учился на историко-филологическом факультете Бухарестского и Софийского университетов. С декабря 1969 до мая 1974 года заведовал кабинетом искусствоведения в Одесском университете, преподавал историю мирового и украинского искусств, классическую европейскую литературу, этику и эстетику в Одесском институте инженеров морского флота. Исследовал украинское народное и профессиональное искусство, средневековые литературно-художественные и религиозные связи Украины с Болгарией, Сербией, Грецией, Италией и румынскими землями.
Под псевдонимом Ян Друбала Барладяну писал для самиздата статьи по истории национального вопроса в Российской империи и в СССР, поддерживал связи со многими диссидентами и патриотами, в частности, с Ниной Строкатой-Караванской.
Систематические преследования начались в мае 1972 года. На допросе в областном управлении КГБ СССР в 1974 году его обвинили в украинском национализме. 11 марта исключён из КПСС, 5 мая уволен с работы в Одесском университете. Уволили его и из Музея народной архитектуры и быта в Киеве.
В 1976 году Барладяну устроился старшим научным сотрудником Одесского музея западного и восточного искусства. Научные статьи публиковал под фамилиями друзей. 16 июня того же года в его квартире провели обыск. Были изъяты сборник стихов «Шей, жена, скорее знамя», автобиографическая повесть «Компромисса не будет», ряд статей о ситуации на Украине.

### Сотрудничество с Украинской Хельсинкской Группой
В декабре 1976 года Барладяну передал руководителю Украинской Хельсинкской группы (УХГ) Николаю Руденко копию своего заявления на имя прокурора Одесской области с протестом против преследований по национальным мотивам, а также статью «К людям доброй воли» и автобиографический очерк «А как же иначе?». Русский текст очерка опубликован в 1977 году в Париже, второе издание — в его книге «Горе от ума» (1979). Барладяну распространял материалы УХГ.

### Тюрьма
2 марта 1977 года Барладяну был арестован Одесской прокуратурой. Во время ареста объявил бессрочную голодовку, которую по просьбе родных прекратил после суда, состоявшегося 27—29 июня 1977 года. Осуждён на 3 года лишения свободы в лагерях общего режима по ст. 187-1 УК УССР («клевета на советский государственный и общественный строй»). К обвинению приложили также научные труды, черновик. Барладяну не признал себя преступником. Друзей и родственников на суд не допустили. Учительница Анна Голумбиевская пришла в зал суда с цветами, но их не разрешили вручить подсудимому. Она зачитала заявление об отказе давать показания.
Василия Барладяну удерживали в лагере ОР-318/76 (с. Полицы (Ровненская область)), где он работал в каменном карьере. Полгода провёл в штрафном изоляторе (карцере). В частности, 13 января 1980 года его посадили за то, что «не стал на путь исправления». Объявил очередную голодовку. В целом за три года голодал 13 месяцев и 17 суток. В неволе написал сборник стихов «Между человечеством и одиночеством», два цикла рассказов — «Скрижали мага» и «Уроки истории», а также несколько статей с разоблачением советского режима. Они вышли в Париже в 1979 году под общим названием «Горе от ума».
За три дня до окончания срока, 29 февраля 1980 года, Барладяну был вывезен в Ровненский следственный изолятор, где против него было сфабриковано новое дело, и он был осуждён 13 августа 1980 года по той же статье ещё на 3 года лишения свободы. Привлечённые как эксперты доцент Ровенского института водного хозяйства Максимов и доцент Ровенского пединститута Лещенко обнаружили в его стихах и научных статьях «клевету» на советскую действительность и «дружбу народов», перепутав, правда, ногайского мирзу Мамая с одноимённым героем украинского фольклора.
С 4 ноября 1980 года Барладяну содержался в лагере № 28 в г. Снежное, с 17 января 1981 — в лагере № 82 в с. Гостре, Красноармейский район (Донецкая область).

### Новый период деятельности
Барладяну был освобождён 28 февраля 1983 года. Работал в Одессе электромонтёром. Написал повесть «В дороге к матери», историческую драму «Овидий», сборник стихов «К Оксане», а также ряд статей по вопросам истории украинской культуры.
6 сентября 1987 года вместе с политзаключёнными Михаилом Горынем, Иваном Гелем, Зоряном Попадюком, Степаном Хмарой и Вячеславом Черноволом создал Украинскую инициативную группу за освобождение узников совести, которая 8 сентября вошла в Международный комитет защиты политзаключённых.
В сентябре 1987 года Барладяну вошёл в редакцию восстановленного В. Чорновилом в августе журнала «Украинский вестник», член редколлегий журналов «Кафедра» и «Украинские перспективы».
В 1990 году Барладяну побывал в Канаде и США с лекциями о политической ситуации на Украине. В Торонто вышли сборники его эссе «У ворот государства» и «Ещё раз о плене». Опубликовал десятки статей в прессе по политическим вопросам: «Пятая колонна», «Как развязать молдавский узел», «Как разрубить крымский узел», «История московского бандитизма» и др. В 1992 году Барладяну вернулся к преподавательской работе в Одесском университете, в 1994 году читал лекции в Духовной Академии УПЦ КП. В 1993 году редактировал кишинёвский журнал «Украинские перспективы».

## Творческая деятельность
Автор свыше тысячи научных, научно-публицистических трудов на украинском, русском, румынском, немецком, английском и французском языках. Член Союза писателей и Союза журналистов Украины.

### Болгароведческие работы
Во время обучения в Болгарии Барладяну увлёкся балканской медиевистикой. Подготовил диссертацию «Образ человека в живописи и литературе Второго Болгарского царства 1118—1396» (не защитил). В 1970 году на Международной конференции «Украина — Болгария» в Одессе сделал доклад «Ренессансные черты в живописи Второго Болгарского царства и Украины-Руси». По данным историка правозащитного движения Василия Овсиенко, именно тогда Барладяну привлёк внимание КГБ СССР. Тогда же написал монографию об украинском художнике Михаиле Жуке, разведки по вопросам украино-румыно-болгарских связей.

### Литературное творчество
Стихи на русском языке публиковал с 1960 года, но с 1965 года — только на украинском языке (первый сборник «Шей, жена, скорее знамя»).
Автор книг «А как же иначе», «Горе от ума» (обе на русском), «У ворот государства», «Ещё раз про неволю», «Между человечеством и одиночеством», «Религия и боги Древней Руси» (в соавторстве с А. Паньковим), «Сонник. Словарь сновидений политкаторжанина».

## Работы
- До всіх людей доброї волі // Християнський голос. — 1976. — 19 вересня.
- Між людством і самотністю: Поезії політв’язня 1965—1987. — О.-Р.-Д. — 72 с.
- Відсутність картини до Києва…, Сторінка історії українського книгодрукування; Неправославна думка в Київській Русі; Альманах «Євшан-зілля»… Вітаємо! // Український вісник. — 1987. — Вип. 7, 8, 9-10. — С. 191—194, 244—245, 293—297, 416—420.
- Автограф; Біографія; «Миколин син» // Кафедра. — 1988. — № 1. — С. 33—39.
- Шевченкова Одеса…// Кафедра. — 1989. — Ч. 7. — С. 143—150.
- Імперська змова проти народів СРСР, Поезії політв’язня, Наукові варіації про украї-нський тризуб, "Тільки нещасний народ міг забути Михайла Жука // Кафедра. — 1989. — Ч. 8. — С. 19-62, 146—148, 196—198.
- Українське питання…// Шлях перемоги. — 1989. — 23 липня.
- Виступ Василя Барладяну (На Установчому з'їзді РУХу // Українські вісті. — 1989. — 12 листопада.
- Тисячоліття напередодні тисячоліть (нім. мовою) Das Jarbuch dar Ukrainenkunde. — Мюн., 1989. — 147—158.
- Дивна однозгідність? // Християнський голос. — 1990. — 28 січня.
- Національно-російська двомовність — смертний вирок народам СРСР. // Сучасність. — 1990. — Ч. 5. — С. 81—86.
- Твори: Ще раз про неволю… — Торонто: Beskyd Graphics, 1990. — 92 с.
- Біля воріт держави. — Торонто, 1990. — 112 с.
- Право на без’язикість. // Сучасність. — 1991. — Ч. 3. — С. 103—109.
- Героїзм, про який забули // Чорноморські новини, № 86 (19485), 1996. — 13 листопа-да.
- Останній маральний резерв нації. / Спільно з П.Скочком // Вечірній Київ. — 1999. — 16 жовтня.
- Між людством і самотністю. Поезії політв’язня. 1965—1987. — Одеса: Юридична література, 2002. — 264 с.
- Релігія і давні боги України-Русі / У співавторстві з А. Паньковим. — О.: Юридична література, 2002. — 188 с.
- Сонник: Словник сновидінь політкаторжанина. — К.: Юніверс, 2003. — 112 с.
- У дорозі до матері. Повість. Оповідання. — О.: Астропринт, 2008. — 50 с.

## Награды
- Орден «За заслуги» ІІІ степени.